# Yasuharu Sorimachi
Yasuharu Sorimachi (n. 8 martie 1964) este un fost fotbalist japonez.

## Statistici
| Japonia | Japonia | Japonia |
| An      | Meciuri | Goluri  |
| ------- | ------- | ------- |
| 1990    | 2       | 0       |
| 1991    | 2       | 0       |
| Total   | 4       | 0       |